# Sabkhat de Moknine
La sabkha de Moknine o Sabkhat al-Moknine (àrab: سبخة المكنين, sabẖat al-Muknīn) és una llacuna salada o sabkha de Tunísia situada a la governació de Monastir, delegació de Moknine. Té una superfície de 40 km² i una llargada de 8 km per 5 km d'amplada mitjana. La ciutat principal a la seva rodalia és Moknine, al nord-oest; la ciutat de Bekalta es troba al nord-est.